# شيرين (فلم)
شيرين (بالفارسية: شیرین) فيلم عُرض عام 2008 من إخراج المخرج الإيراني عباس كيارستمي. يعتبر بعض النقاد الفيلم بمثابة تطور ملحوظ في المسيرة الفنية لكيارستمي.

## المحتوى
يعرض الفيلم لقطات مقرّبة للعديد من الممثلات الإيرانيات البارزات والممثلة الفرنسية جولييت بينوش وهم يشاهدون فيلمًا يستند إلى جزء من القصة الرومانسية الفارسية الأسطورية لخسرو وشيرين، ويقدم العمل موضوعات التضحية بالنفس الأنثوية. وصف الفيلم بأنه «استكشاف مقنع للعلاقة بين الصورة والصوت ومشاهدة الإناث». يصور الفيلم المشاركة العاطفية للجمهور في القصة. تتم قراءة القصة بين المأساة والملهاة من قبل مجموعة من الرواة بقيادة منوشير الإسماعيلي ويصاحبها «تسجيل فيلم» تاريخي لمرتضى حنانه وحسين دهلوي.

### تفاصيل العمل
وفقًا لبعض التقارير فإن إنتاج الفيلم مليء بالحكايات الغريبة، حيث تم تصوير النساء بشكل فردي في غرفة معيشة كيارستمي، حيث طلب منهم المخرج إلقاء نظرة على سلسلة من النقاط فوق الكاميرا. وذكر المخرج أيضًا أنه خلال عملية التصوير، لم يكن لديه أي فكرة عن الفيلم الذي كانوا يشاهدونه، واستقر على أسطورة خسرو وشيرين فقط بعد انتهاء التصوير. جاء الظهور القصير لجولييت بينوش في الفيلم نتيجة لدورها في مشروع كيارستمي آخر.
تم عرضه لأول مرة في مهرجان البندقية السينمائي الدولي الخامس والستين.

## فريق التمثيل
شاركت أكثر من 100 ممثلة في هذا الفيلم. من أشهرهم:
- جولييت بينوش
- نيكي كريمي
- مهتاب كراماتي
- بكاه آهنكراني
- هدية طهراني
- سحر دولاتشاهي
- جلشفته فرحاني
- شقايق فرحاني
- ليلى حاتمي
- ايرن زازيانس
- بهناز جعفري
- حميدة خير آبادي
- نيجار جافاهيران
- باران كوثري
- فاطمة معتمدآريا
- ويشكا آسايش
- أفسانه بايكان
- فاطمة قودرزي
- هانية توسلي
- آزيتا حاجيان
- ليلى رشيدي
- مريلا زارعي
- رويا نونهالي
- خاطرة أسدي
- ستاره اسكندري
- نيوشا ضيغمي
- شبنم مقدمي
- لادن مستوفي
- يكتا ناصر
- ماهايا بتروسيان
- إلناز شاكردوست
- لعيا زنكنه
- سحر ولدبيكي
- رابعة اوسكوئي
- سارا خوئيني ها
- جاله علو
- هوما روستا
- نيكو خردمند
- كوهر خيرانديش
- زهرا أمير إبراهيمي
- فلامك جنيدي
- بوري بنائي

## روابط خارجية
- مقالات تستعمل روابط فنية بلا صلة مع ويكي بيانات